# 愛宕山 (佐世保市)
愛宕山（あたごさん）は、長崎県佐世保市にある山である。標高259メートル。相浦富士とも呼ばれる。
麓に飯盛神社（松尾・愛宕・祇園三社合祀）が鎮座しており、山上には平戸松浦家の松浦隆信（道可）により京都の愛宕神社から勧請された愛宕勝軍地蔵菩薩が東漸寺により祀られている（後述の愛宕まつりの期間中以外は東漸寺に安置されている）。毎年2月24日から26日まで相浦愛宕祭りが行われ、ご開帳がある。
南側山腹部は戦国時代に築かれた宗家松浦氏居城の飯盛城の城跡であるが、遺構はほとんど残っていない。
各放送局の相浦中継局が設置されている。